# Вантажна обхідна залізниця Карлсруе
Вантажна обхідна залізниця Карлсруе (нім. Güterumgehungsbahn Karlsruhe) — залізнична лінія, використовується виключно для вантажних перевезень, прокладена на південний схід від міста Карлсруе, Баден-Вюртемберг, Німеччина. 
Вантажна обхідна залізниця дозволяє вантажним поїздам об’їжджати жваву станцію Карлсруе-Головний.
Обхід вантажної залізниці класифікується як магістраль, має дві колії та електрифікований. 
Він має найвищий німецький клас колії D4, що означає, що лінія побудована для навантаження на вісь 22,5 тонн і навантаження 8,0 тонн на метр поїзда.
Оснащений точковим керуванням поїздом (PZB90).

## Історія
Обхід побудований державною залізницею Великого Герцогства Баден для сортувальної станції на півдні міста, та відкрито 1 травня 1895 року. 
На сході він був сполучений через просте відгалуження від залізниці між старою станцією Карлсруе-Головний та старою станцією Дурлах, а з іншого боку колія до залізниці на Грабен, яка також була відкрита в 1895 році, перетинала колію до Дурлаха. 
На заході вона була сполучена, також простими відгалуженнями, з чинною на той час колією від старої станції Карлсруе-Головний до Еттлінген-Вест і, перетинаючи її, із залізничною лінією Грабен-Нойдорф – Раштат до Дурмерсгайма, яка також була відкрита в 1895 році. 
Інше відгалуження створено як сполучення з маршрутами до Верта за маршрутом Карлсруе-Сортувальний — Карлсруе-Західний — Мюльбург. 
Маршрут до Мангайма через Еггенштайн спочатку не мав прямого сполучення зі сортувальною станцією. 
Лише в 1913 році було додано маршрут Мюльбург — Нойройт, який відтоді дозволяв прямі поїздки від Карлсруе-Сортувальний до Еггенштайна.
У 1913 році біля сортувальної станції був побудований новий головний вокзал. 
Маршрути вантажного транспорту здебільшого відокремили від маршрутів пасажирського транспорту без будь-яких переїздів і додали додаткові колії. 
Відтоді дистанція Карлсруе-Західний — Мюльбург обхідної вантажної залізниці також обслуговувала пасажирські поїзди до нового головного вокзалу і тому більше не відноситься до обхідної вантажної залізниці.

## Сортувальна станція
Вантажна станція простягається на ділянці зі сходу на захід завдовжки 3,5 км і завширшки до 300 м між станцією Карлсруе-Головний та Обервальдом. 
Спочатку проектувався як одностороння сортувальна станція з п’ятиколійною групою в’їзду на заході, двоколійною сортувальною горкою та 28-колійною групою направлення. 
На сході від об’єкту розташовувалася низова група з одноколійною сортувальною горкою. 
Двоколійна вантажна обхідна залізниця прямує уздовж південного краю об’єкта і переходить у 11-колійну сортувальну станцію. 
На північному краю станції розташований контейнерний термінал, побудований в 1999 році, який замінив менший старий об’єкт на схід від ділянки. 
У 2010-2014 рр. щорічно оброблялося близько 50 000 одиниць вантажу. 
Колії контейнерного терміналу було збільшено з 500 м до 650 м корисної довжини у 2022/23. 
На Вольфартсваєрер-штрассе також є двоколійний сортувальний пункт.
Після припинення роботи у 2004 році дві горки та низова група були закриті, а колії демонтовані. 
Три колії колишньої вхідної групи продовжують використовувати для наскрізних поїздів, інші колії закриті. 
Колії колишньої напрямної групи сполучаються лише з одного боку та використовуються для вантажних вагонів та будівельної логістики (станом на 2022 рік).
Після припинення перевезення генеральних вантажів Deutsche Bahn, сортувальний термінал був приєднаний до сортувальної станції. 
Сортувальний термінал був розташований в районі сьогоднішньої Людвіг-Ергард-Алле. 
Об’єкт закрито в 1996 році. 
Другий вантажний термінал в Карлсруе-Дурлах також мав сполучення з сортувальною станцією до її закриття в 1990 році.
Неподалік від сортувальної станції також знаходиться залізнична станція Deutsche Bahn і, до 1997 року, депо Карлсруе, яке мало сполучення із сортувальною станцією.
З листопада 2011 року сортувальний парк контролюється електронною СЦБ, яка замінила раніше існуючі механічні та електромеханічні СЦБ.
Карлсруе-Сортувальний тепер є центром SBB Cargo з хімічних перевезень. 
Щодня сюди прибувають потяги з чотирьох напрямків, вагони яких перегруповуються, щоб стикувальні потяги мали можливість рушити далі.

## Вантажна обхідна залізниця

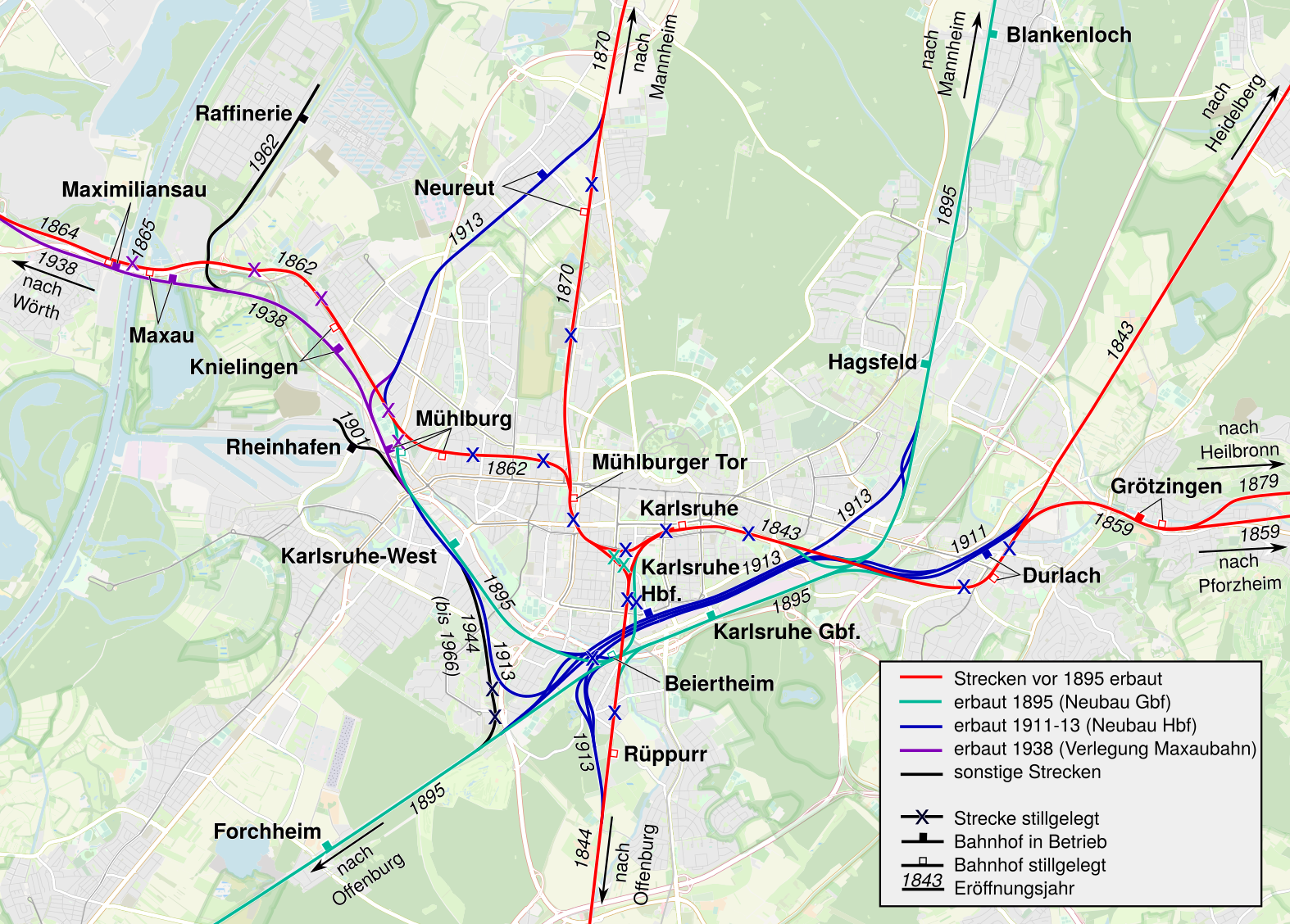
Розвиток залізничної мережі в Карлсруе. Вантажна обхідна залізниця та маршрут Грабен — Нойдорф — Раштат бірюзового кольору.

Вантажна обхідна залізниця сполучає сортувальну станцію із залізничними лініями від Карлсруе та дає змогу проїжджаючим вантажним поїздам перетинати територію міста в обхід станції Карлсруе-Головний. 
Вантажна обхідна залізниця складається з кількох маршрутів, усі з яких прямують через сортувальну станцію. 
Маршрути зі сходу:
- Маршрут 4210: Карлсруе-Сортувальний — Карлсруе-Гагсфельд із сполученням із залізницею до Шветцингена, двоколійний, електрифікований;
- Маршрут 4217: Карлсруе-Сортувальний — Карлсруе-Дурлах із сполученням із залізницею на Гейдельберг, одноколійний, електрифікований;
- Маршрут 4211: Карлсруе-Сортувальний – Карлсруе-Дурлах із сполученням із залізницею на Мюлаккер, одноколійний (двоколійний до 2002 року), електрифікований;

Маршрути із заходу:
- Маршрут 4213: Карлсруе-Сортувальний — розв’язка Брунненштюк із сполученням із залізницею Еттлінген-Вест — Раштат, двоколійний, електрифікований;
- Маршрут 4214: Карлсруе-Сортувальний — відгалуження Даммершток із сполученням із залізницею Дурмерсгайм — Раштат, двоколійний, електрифікований;
- Маршрут 4215: Карлсруе-Сортувальний — Карлсруе-Західний із сполученням із залізницею до Верта (Рейн) і Рейнського порту, одноколійний, електрифікований.

## Розширення
Для контейнерного терміналу планується подальше розширення колій до корисної довжини 720 м і придбання третього крана. 
До 2030 року очікується пропускна здатність 79 тис. одиниць вантажу. 

До 2025 року сортувальна станція Карлсруе та сполучні маршрути на північ і південь будуть оснащені Європейською системою управління рухом поїздів (ETCS). 